# Rio Guadalimar
Guadalimar é um rio da Andaluzia, na Espanha, afluente da margem direita do Guadalquivir. Seu longo curso de 180 quilômetros abrange as províncias espanholas de Albacete e Xaém. Os principais afluentes do rio são o Guadalmena, o Giribaile e o Guadalém.

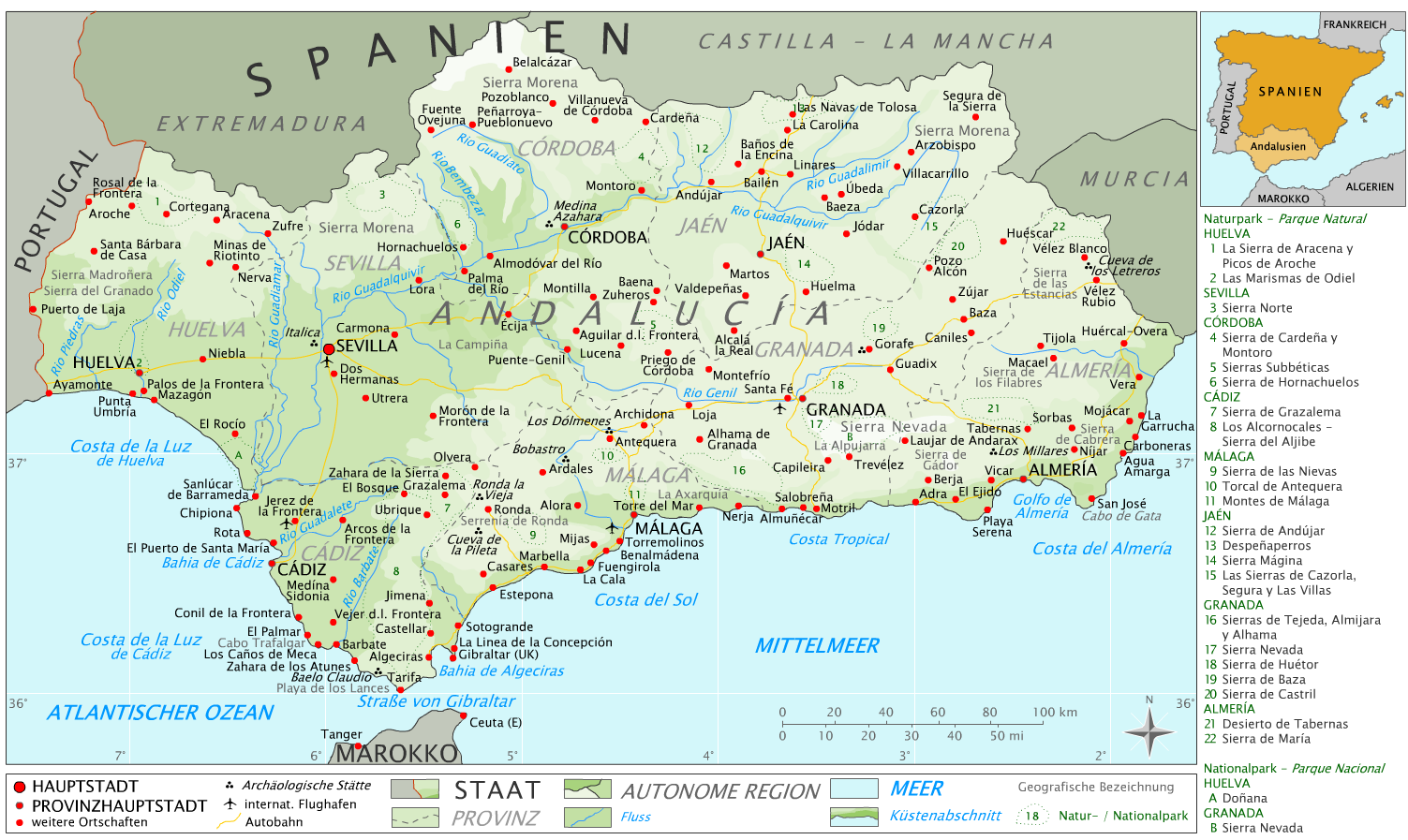
O Guadalimar situa-se no curso alto do Guadalquivir

## Ligações Externas
- Estado da Barragem do Giribaile